# The Substitute 4
Série The Substitute
The Substitute 3
(1999)
Pour plus de détails, voir Fiche technique et Distribution.
The Substitute 4 (The Substitute: Failure is Not an Option) est un film américain réalisé par Robert Radler et sorti directement en vidéo en 2001.

## Synopsis
L'ancien mercenaire Karl Thomasson est contacté par le général Robert Teague. Ce dernier lui demande d'infiltrer l'académie militaire où son neveu Ted étudie. L'école abrite une unité clandestine néonazie, 'Les lycanthropes'. Pour la démanteler, Karl se fait à nouveau passer pour un professeur remplaçant. Il pourra compter sur l'aide de Devlin, un professeur qui a jadis servi avec lui.

## Fiche technique
Sauf indication contraire, les informations mentionnées dans cette section peuvent être confirmées par la base de données cinématographiques IMDb,  présente dans la section « Liens externes ».
- Titre original : The Substitute : Failure Is Not an Option
- Titre français : The Substitute 4
- Réalisation : Robert Radler
- Scénario : Roy Frumkes, Dan Gurskis, Alan Ormsby (en), Rocco Simonelli
- Pays de production :  États-Unis
- Genre : action, drame
- Durée : 90 minutes
- Dates de sortie[1] :
  - États-Unis : 2001
- interdit aux moins de 12 ans

## Distribution
- Treat Williams : Karl Thomasson
- Angie Everhart : Dr Jenny Chamberlain
- Patrick Kilpatrick : le colonel J. C. Brack
- Bill Nunn : Luther
- Tim Abell : Devlin
- Scott Thomas : Buckner
- Grayson Fricke (VF : Frédéric Popovic) : Ted Teague
- Simon Rhee : Lim
- Brian Beegle : Frey
- Samantha Thomas : Harmon
- Jonathan Michael Weatherly : Malik
- Lori Beth Edgeman : Cunningham
- Moe Michaels : Robson
- Don Ferguson : le colonel Robert Teague